# Nghĩa Tịnh
Nghĩa Tịnh (giản thể: 义净; phồn thể: 義淨; bính âm: Yìjìng; Wade–Giles: I Ching; 635-713 CE) là một tăng sĩ, nhà du hành và dịch giả kinh Phật của Trung Quốc thời nhà Đường. Thế danh của ông Trương Văn Minh (张文明). Các ghi chép về các chuyến đi của ông đã góp phần vào sự hiểu biết thế giới của vương quốc cổ xưa Srivijaya, cũng như cung cấp thông tin về các vương quốc khác nằm trên tuyến đường giữa Trung Quốc và học viện Phật giáo Nālandā ở Ấn Độ. Ông cũng là người thực hiện một số bản dịch của một số lượng lớn các kinh Phật từ tiếng Phạn sang tiếng Trung Quốc. Vì là một dịch giả có công trình phiên dịch đồ sộ và công trình nghiên cứu uyên thâm nên đương thời ông được phong tặng danh hiệu "Tam tạng Pháp sư" (tương tự các ngài Cưu Ma La Thập, Thật Xoa Nan Đà, Huyền Trang,...). Pháp danh đầy đủ của ông là "Tam Tạng Pháp sư Nghĩa Tịnh" (三藏法师义净).
Trong một số ấn phẩm thế kỷ 19 của phương Tây, tên của Nghĩa Tịnh có thể xuất hiện như là I Tsing, theo một phương pháp cổ chuyển ngữ cổ tiếng Trung Quốc.